# Miguel Karcz
Miguel Ángel Karcz De Alba (Monterrey, Nuevo León, 11 de mayo de 1984 - Monterrey, Nuevo León, 13 de septiembre de 2023) más conocido como Miguel Karcz fue un conductor y productor mexicano de televisión.
Trabajo como Conductor en el Noticiero Telediario Fin De Semana (Ciudad De México), además de haber sido la Voz Institucional del Canal 6 y de la estación D99

## Biografía
Su infancia y adolescencia la vive en Monterrey, Nuevo León junto a sus padres. Desde chico mostró interés por los medios de comunicación al siempre querer grabar todo con una videocámara.
A los 18 años entró a estudiar la carrera de ciencias de la comunicación en el Tecnológico de Monterrey Campus Monterrey.
A los 22 años se graduó con honores del Tecnológico de Monterrey y decidió seguir estudiando en la Ciudad de Los Ángeles. Entró a cursos de producción, cinematografía y seminarios en UCLA.

## Carrera
Mientras que estaba estudiando el segundo semestre de la carrera de ciencias de la comunicación entró de productor en el programa de televisión Hora Libre el cual se transmitía los días martes en Canal 28 Nuevo León. 
A los 22 años estando en la ciudad de Los Ángeles entró de productor de campo en los canales Telemundo 52 y en Telemundo 22, además mientras trabajaba de Locutor de Radio en la Estación 107.1 FM Super Estrella y grabando comerciales por 2 años.

### Multimedios Televisión
Miguel a la edad de 25 años es contratado por Multimedios Televisión como Coordinador General de Producción, con el paso del tiempo pasaría a ser Productor.
En el año 2010 sería anunciado que Karcz sería la Voz Oficial de Multimedios Televisión.
Ya en 2012 se le brinda la oportunidad de Conducir los cortes informativos del fin de semana en el Área Metropolitana De Monterrey.
A los pocos meses entra como Conductor de Telediario Última Hora.
En 2017 entra como Conductor del programa Milenio Noticias Con Miguel Karcz en Milenio Televisión, Canal Hermano de Canal 6.
Posteriormente llegó a conducir el noticiero Telediario Guadalajara cubriendo a algún conductor que no hubiera asistido, esto cuando el noticiero se grababa en la ciudad de Monterrey.

### Telediario Fin De Semana Ciudad De México
En el año 2018 y tras la incorporación de Canal 6 a la Ciudad de México fue llamado para ser Titular del Noticiero Telediario Fin De Semana Ciudad De México junto con Debora Estrella y al paso de los meses junto con Rodrigo Rico.
Este noticiero sería muy diferente a los de la barra informativa de Canal 6 ya que hacían chiste entre los conductores, se disfrazaban, bailaban y hacían bromas.
Miguel estuvo en ese noticiero desde sus inicios hasta un mes antes de su fallecimiento.

## Programación

### Programas de Televisión
| Año       | Programa                                 | Canal                  | Labor     | Comentario                                                           |
| --------- | ---------------------------------------- | ---------------------- | --------- | -------------------------------------------------------------------- |
| 2002      | Hora Libre                               | Canal 28 Nuevo León    | Productor | Primer programa a producir.                                          |
| 2006      |                                          | Telemundo 52           | Productor |                                                                      |
| 2006      |                                          | Telemundo 22           | Productor |                                                                      |
| 2012      | Cortes Informativos                      | Multimedios Televisión | Conductor | Primer programa como Conductor Principal.                            |
| 2012      | Telediario Última Hora                   | Multimedios Televisión | Conductor | Conductor Principal.                                                 |
| 2015-2016 | Noticiero Mundo Fox                      | Mundo Fox              | Conductor | Conductor Principal.                                                 |
| 2016-2019 | Adivigana                                | Multimedios Televisión | Productor | Conducido por Arturo de la Garza                                     |
| 2017-2019 | Milenio Noticias con Miguel Karcz        | Milenio Televisión     | Conductor | Conductor Principal.                                                 |
| 2018-2023 | Telediario Fin De Semana CDMX (Matutino) | Multimedios Televisión | Conductor | Acompañado de Rodrigo Rico y Debora Estrella.                        |
| 2018-2019 | Milenio Noticias L.A                     | KWHY22                 | Conductor | Acompañado de Priscila Cantu.                                        |
| 2019-2023 | Noticias 8                               | Estrella TV            | Conductor | Acompañado de Marilu Kaufman.                                        |
| 2020-2021 | Telediario Guadalajara                   | Multimedios Televisión | Conductor | Solamente eran en ocasiones que se ocupara cubrir a algún conductor. |
| 2020-2023 | Adrián Marcelo Presenta                  | Multimedios Televisión | Productor |                                                                      |

### Programas de Radio
| Año       | Estación De Radio       | Operadora                  | Comentario                        |
| --------- | ----------------------- | -------------------------- | --------------------------------- |
| 2006-2008 | 107.5 FM Super Estrella | Entravision Communications | Locutor en Solista.               |
| 2011-2013 | Classic 106.9 FM        | Multimedios Radio          | Locutor en Solista.               |
| 2015-2018 | D99 98.9 FM             | Multimedios Radio          | Locutor en el Programa TOP KNOCKS |

## Fallecimiento
El día 13 de septiembre de 2023 se informó que Karcz había fallecido. Posteriormente en el noticiero Telediario Monterrey, el conductor Luis Carlos Ortiz anuncio el motivo del fallecimiento era un cáncer el cual había sido diagnosticado dos años atrás.

## Homenajes
Tras darse la noticia del fallecimiento de Miguel, Grupo Multimedios y sus filiales Canal 6, Multimedios Radio y Milenio Televisión hicieron varios homenajes reconociendo su carrera artística dentro y fuera de Multimedios Televisión.
Entre los homenajes que le hicieron en Canal 6 fue en el programa Vivalavi de la ciudad de Monterrey el cual fue el primer medio de comunicación a dar la noticia del fallecimiento y guardar un minuto de silencio para recordarlo.
Otro homenaje que destaca fue de los noticieros Telediario Monterrey Vespertino donde Luis Carlos presentador del noticiero despidió a su amigó y dando un minuto de aplausos para recordarlo y en Telediario Monterrey Nocturno donde el Arq. Héctor Benavides homenajeraria la carrera de Karcz durante su estancia en Grupo Multimedios. 
Además de recibir un homenaje en EsShow El Musical donde recibiría un minuto de aplausos de todo el elenco. 
Por su parte en Milenio Televisión varios de sus compañeros le rindieron un homenaje con palabras de recuerdos, videos y fotografías entre ellos Azucena Uresti, entre otros.
Otro homenaje que se hizo en Milenio Televisión fue en el programa de Milenio Noticias Con Rodrigo Rico donde el presentador Rodrigo Rico le daría el último adiós al Karcz con quién compartió el noticiero Telediario Fin De Semana Matutino Ciudad De México el cual comentaria lo siguiente:

Antes de despedirnos, toda la familia Multimedios, nuestra cadena hermana Canal 6 y Milenio Televisión, lamentamos profundamente la muerte de nuestro querido compañero Miguel Ángel Karcz, periodista y conductor el cual compartió un espacio conmigo los fines de semana. 
Más que un colega fue un amigo, Le puedo decir que es un joven muy carismático, muy trabajador.
Por supuesto les mandamos condolencias a sus padres, la señora Patricia y el Señor Jaime, Que Descanse En Paz esta persona incansable en todos los sentidos, irreverente en el mejor sentido, demasiado perspicaz con toda la picardía.
Mi Compañero de noticiero, que le puedo decir, más que un compañero fue un amigo.
Miguel, Te quiero Mucho y este no es un adiós, es un hasta pronto.

### Homenaje En Telediario
Tras darse a conocer la Muerte de Karcz los conductores Rodrigo Rico y Débora Estrella a través de sus Redes Sociales anunciarian que en el noticiero de Telediario Fin De Semana Matutino Ciudad De México del día 17 de septiembre de 2023 Karcz sería homenajeado con un programa dedicado a él.
En esta emisión todos los compañeros que trabajaron con el, en el estudio lo recordaron como era él en trabajo y fuera de él, Los reporteros también recordaron escenas de él cuando platicaba o les hacia bromas o retos.
También destacó las palabras de sus dos compañeros de noticias Débora Estrella y Rodrigo Rico los cuales dijeron las siguientes palabras:
Solamente podemos agradecer estos grandes momentos. No mentiré, han sido días muy difíciles. Con gran honestidad siempre pensamos que Miguel regresaría. En la última emisión que estuvo, el 5 de agosto, nos dijo que iba a su intervención quirúrgica; su lucha siempre fue llevada con una gran valentía. Miguel fue discreto, padeció esta enfermedad por dos años; pocos sabíamos.
Su batalla la llevó con mucha dignidad, con mucha fortaleza. Miguel no perdió la batalla que tenía porque la enfrentó con todo el valor, con todas las agallas y con la mejor cara. Su premio fue el descanso, la paz y la oportunidad que tuvo de despedirse de todos a su alrededor.
Te vamos a extrañar, Miguel Karcz. Tu silla tu espacio siempre va a estar con nosotros en Telediario Fin de Semana, sobre todo siempre vas a tener un espacio en nuestros corazones. Gracias por todo lo que hiciste y lo que lograste a pesar de estar luchando contra una enfermedad que es terrible. Esto va por ti
Palabras emitidas por Debora Estrella en la Emisión.
Yo tuve la oportunidad de hablar con Miguel el último domingo que vino por acá. Miguel y yo lloramos porque tuvo un momento de catarsis. Saliendo de ahí de ese espacio lloramos porque él dijo ‘yo no voy a regresar y lo que más me preocupa es mi mamá’.
Yo estoy personalmente agradecido porque Pamela Longoria le dio un seguimiento especial a Miguel. En un pasaje de cinco años nunca había visto a Miguel Ángel llorar, nos abrazos y le dije aquí vas a regresar, vas a estar con nosotros
Palabras emitidas por Rodrigo Rico en la Emisión.
Al final de la emisión se le dio un minuto de aplausos por parte de todo el elenco y le desearon un descanso eterno a su compañero de noticias. 

### Homenaje En Premios Pantallazo
Tras la edición de Premios Pantallazo en Canal 6 se hizo un homenaje póstumo a Miguel Karcz y al Arq. Héctor Benavides tras haber fallecido en 2023, en el homenaje se les recordaría con fotos y videos de ambos en su paso por Multimedios y en su vida personal. 